# NGC 333B
NGC 333B is een elliptisch sterrenstelsel in het sterrenbeeld Walvis. In de nabijheid bevindt zich een dichterbij gelegen sterrenstelsel dat het nummer NGC 333A draagt.
De twee sterrenstelsels werden in 1877 ontdekt door de Amerikaanse astronoom Ernst Wilhelm Leberecht Tempel die het als een enkel object zag. Het kreeg de naam NGC 333. Later volgde de opdeling in twee sterrenstelsels.

## Synoniemen
- PGC 3518
- MCG -3-3-12